# Los Molles (Colón)
Los Molles es una localidad argentina ubicada en el departamento Colón de la Provincia de Córdoba. Se encuentra 3 km al Sudeste de La Granja, de la cual depende administrativamente. El nombre proviene de una de las plantas típicas del lugar.
En la localidad hay una empresa de producción de hierbas orgánicas para infusiones. A diferencia del resto del municipio se destaca por su producción agropecuaria.

## Población
Cuenta con 184 habitantes (Indec, 2010), lo que representa un incremento del 15,7% frente a los 159 habitantes (Indec, 2001) del censo anterior.
| Gráfica de evolución demográfica de Los Molles entre 1991 y 2010 |
|                                                                  |
| Fuente: Censos nacionales del INDEC                              |